# Reaktywne formy azotu
Reaktywne formy azotu (RFA) – grupa związków azotu cechujących się dużą reaktywnością chemiczną związaną z posiadaniem niesparowanych elektronów. W warunkach fizjologicznych pełnią rolę w obronie organizmu przez mikrobami. Do reaktywnych form azotu zalicza się tlenek azotu (NO) oraz jego pochodne, powstające w wyniku przemian metabolicznych: kation nitrozylowy (NO+), anion nitrozylowy (NO−) i nadtlenoazotyn (ONOO−). Nadmiar RFA uszkadza komórki, powodując stres nitrozacyjny, zjawisko analogiczne do stresu oksydacyjnego wywoływanego przez reaktywne formy tlenu (RFT, ROS).

## Powstawanie
Synteza tlenku azotu zachodzi głównie przy udziale indukowalnej syntazy tlenku azotu typu 2 (NOS2), której ekspresję wykazują pierwotnie makrofagi pod wpływem działania cytokin oraz endotoksyn bakteryjnych takich jak lipopolisacharyd (LPS).
Tlenek azotu może ulegać reakcjom redukcji do anionu nitroksylowego (NO−) lub, w obecności silnego utleniacza jak •OH, utlenianiu do kationu nitrozoniowego (NO+). NO+ może nitrozylować białka i DNA. NO może także wchodzić w reakcję z anionorodnikiem ponadtlenkowym (•O2−), tworząc nadtlenoazotyn (ONOO−):
- NO + •O2− → ONOO−

Proces ten ma wpływ na fizjologię organizmu, ponieważ tlenek azotu jest aktywnym biologicznie związkiem zaangażowanym m.in. w regulację napięcia mięśniówki gładkiej i co za tym idzie, ciśnienia krwi, regulację agregacji trombocytów oraz sygnalizację komórek naczyń krwionośnych.
Nadtlenoazotyn może reagować z innymi związkami tworząc kolejne reaktywne formy azotu takie jak dwutlenek azotu (•NO2) i tritlenek diazotu (N2O3) oraz inne wolne rodniki. Do najważniejszych reakcji z udziałem RFA należą:
- ONOO− + H+ → ONOOH → •NO2 + •OH
- ONOO− + CO2 → ONOOCO2−
- ONOOCO2− → •NO2 + O=C(O•)O−
- •NO + •NO2 ↔ N2O3

## Działanie
Nadtlenoazotyn powoduje nitrozylację reszt cysteiny i tyrozyny, co wpływa na strukturę i funkcję białek i może powodować zaburzenie aktywności katalitycznej białek, organizacji cytoszkieletu oraz sygnalizacji komórkowej. ONOO− ma ponadto zdolność do reagowania z wielonasyconymi resztami kwasów tłuszczowych w lipidach, co może zmieniać płynność błony. ONOO− może też reagować z białkami zawierającymi w swojej strukturze metale przejściowe, zatem ma zdolność do modyfikowania funkcji takich białek jak hemoglobina, mioglobina, akonitaza i cytochrom c. Modyfikacja zachodzi poprzez utlenianie Fe2+ do Fe3+.

Tlenek azotu w postaci rodnikowej (•NO) ma wpływ na enzymatyczne procesy sygnalizacyjne, m.in. modyfikuje aktywność kinaz MAP. Rodnik dwutlenku azotu natomiast reaguje ze związkami nienasyconymi, m.in. z wielonienasyconymi kwasami tłuszczowymi.